# Phostria tedea
Phostria tedea là một loài bướm đêm trong họ Crambidae.

## Hình ảnh

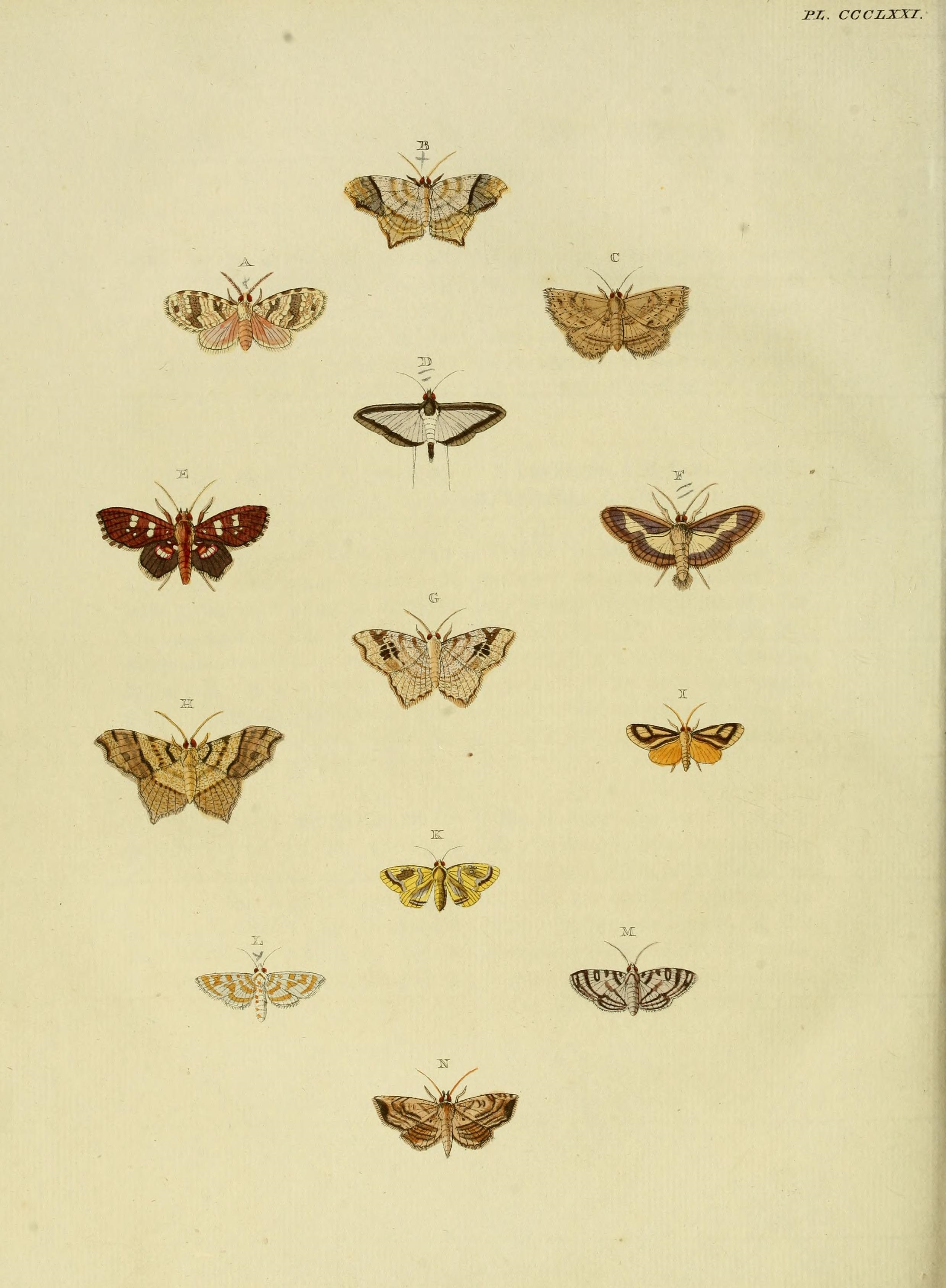